# Pleak
Pleak – wieś w Stanach Zjednoczonych, w stanie Teksas, w hrabstwie Fort Bend.